# Tomáš Kraus
Tomáš Kraus (Děčín, 3 de marzo de 1974) es un deportista checo que compitió en esquí acrobático, especialista en la prueba de campo a través.
Ganó dos medallas de oro en el Campeonato Mundial de Esquí Acrobático, en los años 2005 y 2007.

## Medallero internacional
| Campeonato Mundial | Campeonato Mundial            | Campeonato Mundial | Campeonato Mundial |
| Año                | Lugar                         | Medalla            | Competición        |
| ------------------ | ----------------------------- | ------------------ | ------------------ |
| 2005               | Ruka (Finlandia)              | Medalla de oro     | Campo a través     |
| 2007               | Madonna di Campiglio (Italia) | Medalla de oro     | Campo a través     |